# Labico
Labico là một đô thị ở tỉnh Roma trong vùng Latium thuộc Ý, có cự ly khoảng 35 km về phía đông nam của Roma. 
Labico giáp các đô thị Palestrina và Valmontone.